# Vincent Thuillier
Dom Vincent Thuillier (1685-1736) fut un bénédictin de la congrégation de Saint-Maur. Dans l'affaire du jansénisme, adversaire de la constitution Unigenitus, il se signale d'abord comme appelant, mais il revient ensuite à des idées plus modérées et retire son appel. 

## Biographie
Vincent Thuillier naquit en 1685 à Coucy près de Laon, et fit profession en 1703 à l’abbaye Saint-Faron de Meaux. Les succès qu’il obtint dans ses cours de philosophie et de théologie le désignèrent à ses supérieurs comme un sujet propre à soutenir l’honneur de la congrégation. Appelé bientôt après à l’abbaye de Saint-Germain-des-Prés, il fut d’abord chargé de l’enseignement des novices. Dans ses loisirs, il traduisit du grec les Histoires de Polybe ; et bien qu’il ait été blâmé par ses confrères d’avoir choisi cet auteur, cette version est restée son premier titre à l’estime de la postérité. Le P. Denis de Sainte-Marthe, voulant lui donner une occupation plus convenable pour un religieux, l’invita à continuer les Annales de l’ordre et lui fit remettre les manuscrits de dom Mabillon et dom Ruinart. Ayant reçu dans le même temps l’ouvrage du P. Marquard Herrgott : Vetus disciplina monastica, il le fit imprimer avec une préface qui fut vivement censurée par dom Gervaise, dans deux lettres insérées dans les Mémoires de Trévoux (ann. 1726, p. 1441 et 1706). Les différents rôles qu’il joua dans les querelles de la bulle Unigenitus achevèrent de le mettre mal dans l’esprit de ses confrères. Après s’être signalé parmi les appelants, dom Thuillier révoqua son appel et accepta du cardinal de Bissy une pension de quinze cents livres pour écrire l’histoire de la constitution Unigenitus. Il s’établit à Berny, chez le cardinal, pour travailler plus librement à cet ouvrage, dont il communiqua le manuscrit aux cardinaux de Fleury et de Rohan. De retour à Saint-Germain, il fut fait sous-prieur, et il serait parvenu sans doute, par le crédit de ses protecteurs, aux premiers emplois de la congrégation s’il ne fût mort subitement, le 12 janvier 1736.  

## Œuvres

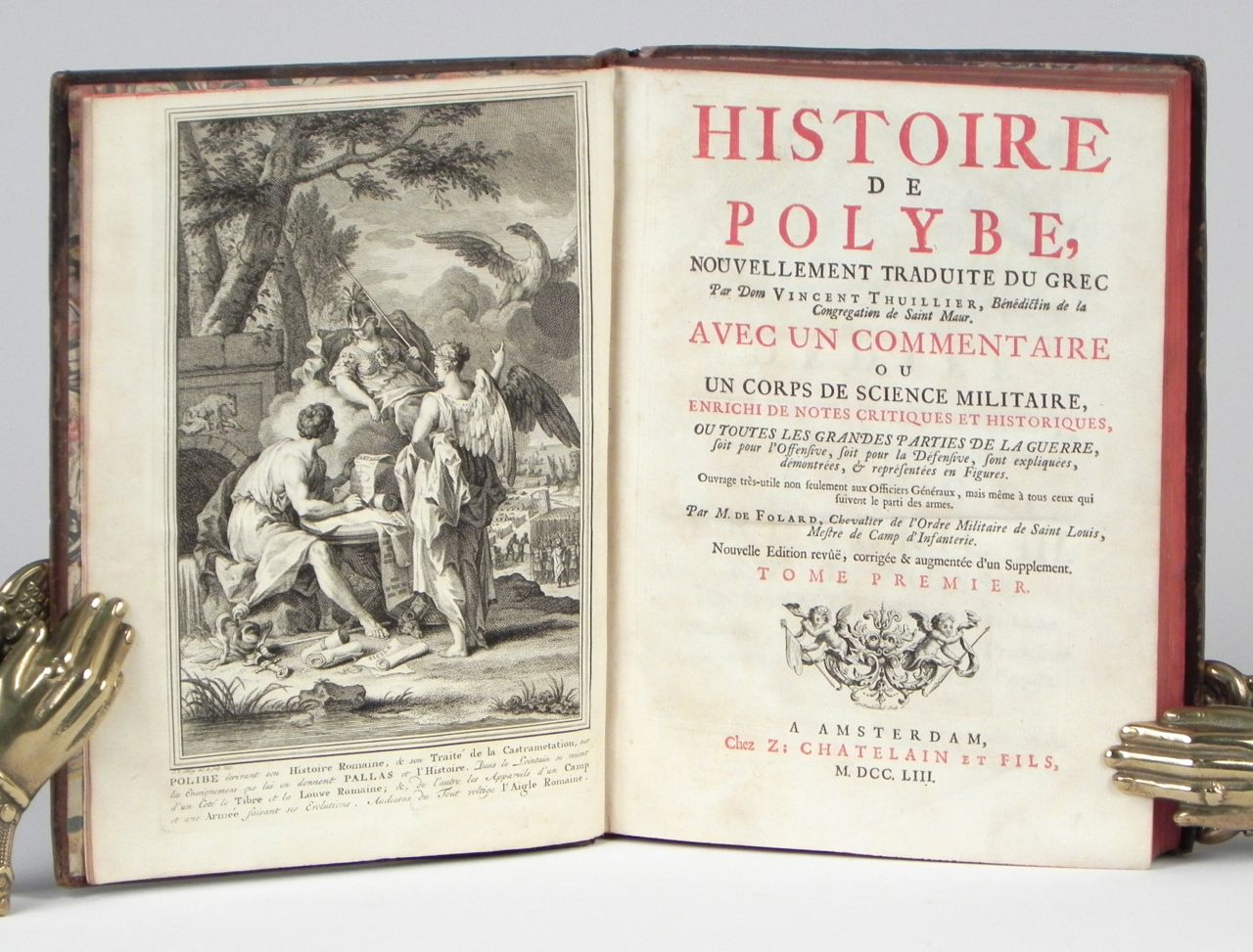
Page de titre de l' Histoire de Polybe, édition de 1753, Amsterdam.

Outre sa traduction de Polybe, imprimée avec les commentaires de Folard, et la version latine du traité d’Origène Contre Celse, insérée dans l’édition du P. de la Rue, on a de Thuillier :  
- l’édition des Œuvres posthumes de dom Mabillon et dom Ruinart, Paris, 1724, 3 vol. in-4°. Chaque volume est orné d’une préface de l’éditeur, lequel enrichit ce recueil de l’Histoire de la contestation sur l’auteur du livre de l’Imitation de Jésus-Christ[2], et de celle de la dispute qui s’était élevée entre l’abbé de la Trappe (Rancé) et dom Mabillon, au sujet des études monastiques. Quelques traits qu’il s’était permis dans ce dernier opuscule contre le célèbre réformateur de la Trappe furent relevés très-vertement par D. Gervaise.
- Histoire de la nouvelle édition de Saint-Augustin, donnée par les bénédictins de la congrégation de Saint-Maur, en France, Paris, 1736, in-4° de 34 pages. Dom Thuillier avait composé cet écrit à l’époque de son appel. Ayant changé de sentiment, il le retoucha et le fit passer à dom Pez, qui l’inséra dans la Bibl. germaniq., t. 33 ; mais l’abbé Goujet, auquel il avait remis une copie de cet ouvrage, non corrigée, le fit imprimer alors tel qu’il l’avait reçu de l’auteur. C’est l’édition que nous venons d’indiquer.
- Deux lettres d’un ancien professeur en théologie de la congrégation de St-Maur, qui a révoqué son appel, à un autre professeur de la même congrégation , qui persiste dans le sien, 1727 ;
- Histoire de la constitution Unigenitus. Elle est restée en manuscrit. (Voy. l’Histoire de la congrégation de St-Maur, par dom Tassin, p. 525-531.)